# 낸시 페저
낸시 페저(Nancy Faeser, 1970년 7월 13일 ~ )는 독일의 변호사, 정치인이다. 독일 사회민주당 소속으로 올라프 숄츠 내각에서 2021년부터 연방내무부 장관을 맡고 있다. 2003년부터 2021년까지 헤센주 의회 의원을 지냈으며 2019년부터 헤센주 당대표, 헤센주 의회 야당대표를 맡았다.